# Coppa Anglo-Italiana 1986
La Coppa Anglo-Italiana del 1986 fu la quindicesima edizione del torneo, la quinta intitolata alla memoria di Gigi Peronace, dirigente sportivo ideatore del torneo, scomparso nel 1980, e fu vinta dal Piacenza. Il torneo si svolse ad eliminazione diretta fra quattro squadre con gare secche di semifinale (squadra italiana contro squadra inglese) e finali (1º/2º posto e 3º/4º posto), tutte giocate in Italia.

## Squadre partecipanti
Al torneo hanno partecipato quattro squadre, due italiane e due inglesi.
| Inglesi                      | Italiane           |
| ---------------------------- | ------------------ |
| Merthyr Tydfil Woodford Town | Piacenza Pontedera |

## Semifinali
| Arbitro: | Bruni (Arezzo) |

|                                               |           |  |
| Madonna 2’ Azzali 9’ Tomasoni 45’ Maurizi 61’ | Marcatori |  |

| Pontedera | Pontedera | 6 – 1 referto | Merthyr Tydfil | Stadio Ettore Mannucci |

## Finale 3º/4º posto
| Pontedera | Merthyr Tydfil | 3 – 2 referto | Woodford Town | Stadio Ettore Mannucci |

## Finale
| Arbitro: | Caprini (Perugia) |

| |            | |
| Snidaro 8’, 21’ De Gradi 24’ Tomasoni 33’ Comba 62’ | Marcatori  | 58’ Madocci |
| · Pellini · Fontana · Nardecchia · Comba · Tomasoni · Snidaro · De Solda 57’ · De Gradi · Madonna · Foscarini 66’ · Maurizi · Manighetti 57’ · Bertoldo 66’ | Formazioni | · Deogratias · Tinucci · Zaccaria 46’ · Pontis 55’ · Mattolini · Pelati · Barducci · Pini · Cavaglia · Madocci · Mainardi · Nardini 46’ · Ciampi 55’ |
| Battista Rota | Allenatori | Marcello Lippi |